# Liste alter Synagogen in Hessen
Von den rund 220 Synagogen, die sich in den 1930er Jahren auf dem Gebiet des heutigen Bundeslandes Hessen befanden, konnten nur wenige der Zerstörung durch die Nationalsozialisten während der Novemberpogrome 1938 entgehen. Bei den erhaltenen Gotteshäusern handelt es sich meist um Gebäude, die von ihren Gemeinden zuvor aufgegeben worden waren, oder deren Vernichtung aufgrund der Nähe zu angrenzenden Häusern nicht oder nur unvollständig vollzogen wurde.
Die folgende Liste führt die heute noch vorhandenen Synagogen in Hessen auf. Ehemalige Gotteshäuser, die durch Umbau zu Wohn- oder Geschäftshäusern bzw. Lagerhallen in einer Weise verändert wurden, welche die ursprüngliche Funktion unkenntlich macht, finden hierbei keine Berücksichtigung:
- Ehemalige Synagoge in Adorf

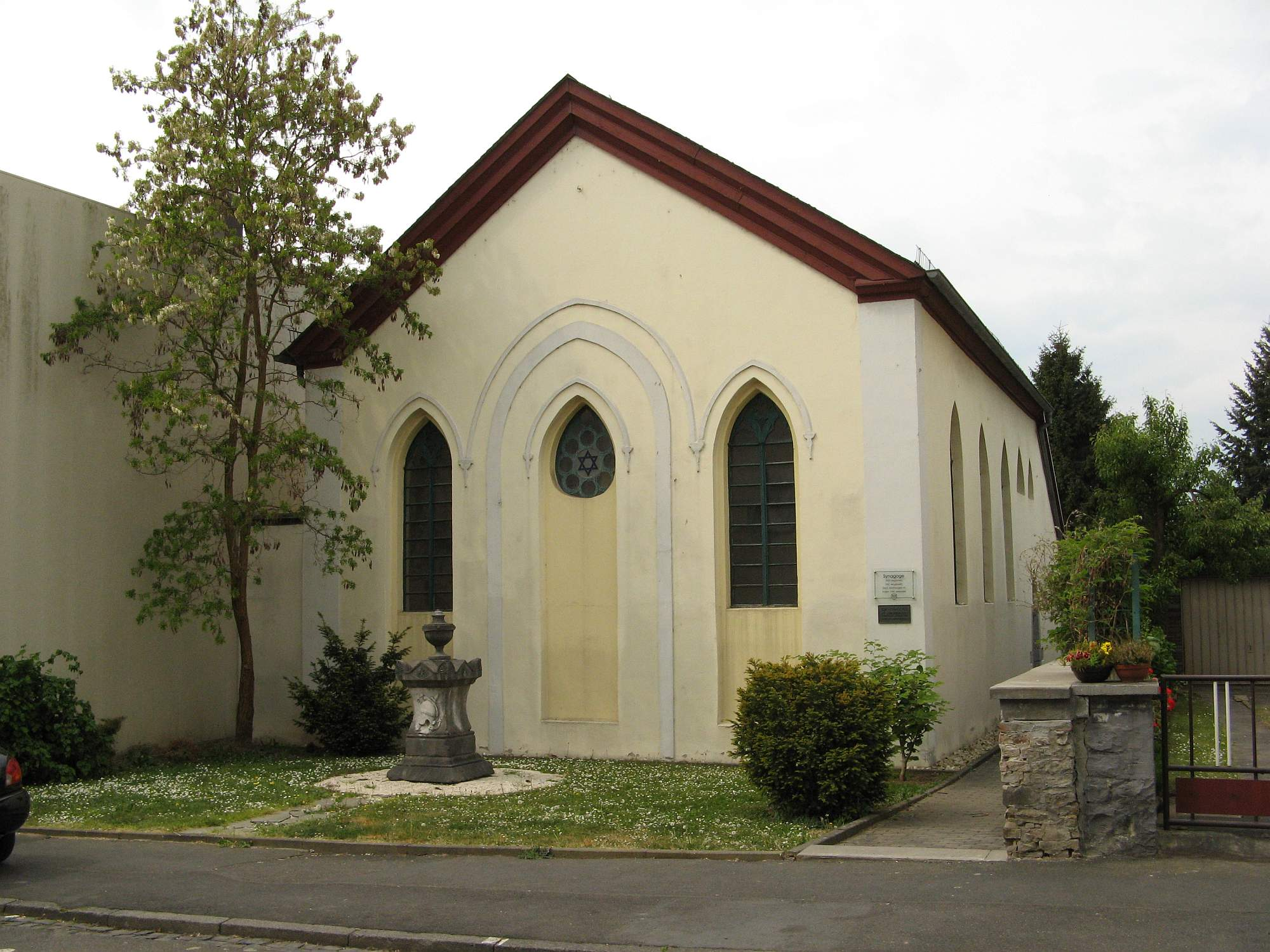
Die ehemalige Synagoge in Hadamar

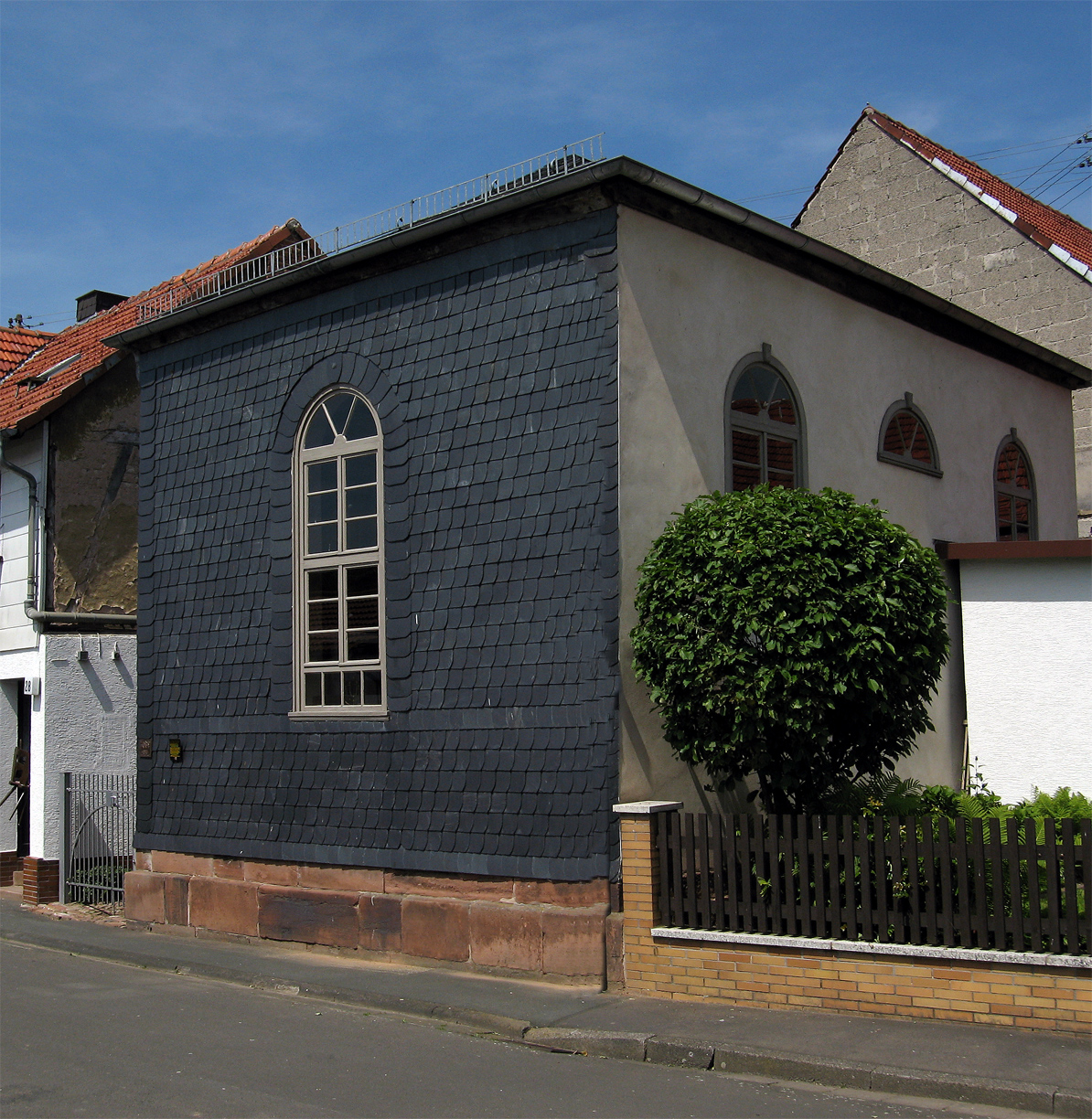
Synagoge in Roth

- Ehemalige Synagoge Assenheim (Ortsteil von Niddatal)
- Ehemalige Synagoge Auerbach (Ortsteil von Bensheim)
- Synagoge (Bad Nauheim)
- Ehemalige Synagoge Beselich-Schupbach
- Synagoge (Erfelden)
- Westendsynagoge Frankfurt
- Ehemalige Synagoge Gelnhausen
- Ehemalige Synagoge Großkrotzenburg
- Ehemalige Synagoge (Groß-Umstadt) (Die Synagoge wurde an ihrem historischen Ort abgetragen und im Freilichtmuseum Hessenpark wieder aufgebaut.)
- Ehemalige Synagoge Gudensberg
- Ehemalige Synagoge (Hadamar)
- Ehemalige Landsynagoge Heubach
- Ehemalige Synagoge in Höringhausen
- Ehemalige Synagoge in Hofheim am Taunus
- Ehemalige Synagoge Idstein
- Ehemalige Synagoge Kirchhain
- Ehemalige Synagoge Klein-Krotzenburg
- Synagoge Michelstadt
- Ehemalige Synagoge Nentershausen (Hessen) (Die Fachwerk-Synagoge wurde 1987 abgetragen und einschließlich einer Mikwe im Freilichtmuseum Hessenpark bis 1996 wieder errichtet)
- Ehemalige Synagoge Pfungstadt
- Ehemalige Synagoge Rodgau-Weiskirchen
- Ehemalige Synagoge Romrod
- Ehemalige Synagoge in Roth (Ortsteil von Weimar an der Lahn)
- Ehemalige Synagoge in Waldeck-Sachsenhausen
- Ehemalige Synagoge Schlüchtern
- Ehemalige Synagoge Vöhl
- Ehemalige Synagoge in Maintal-Wachenbuchen

## Fotogalerie

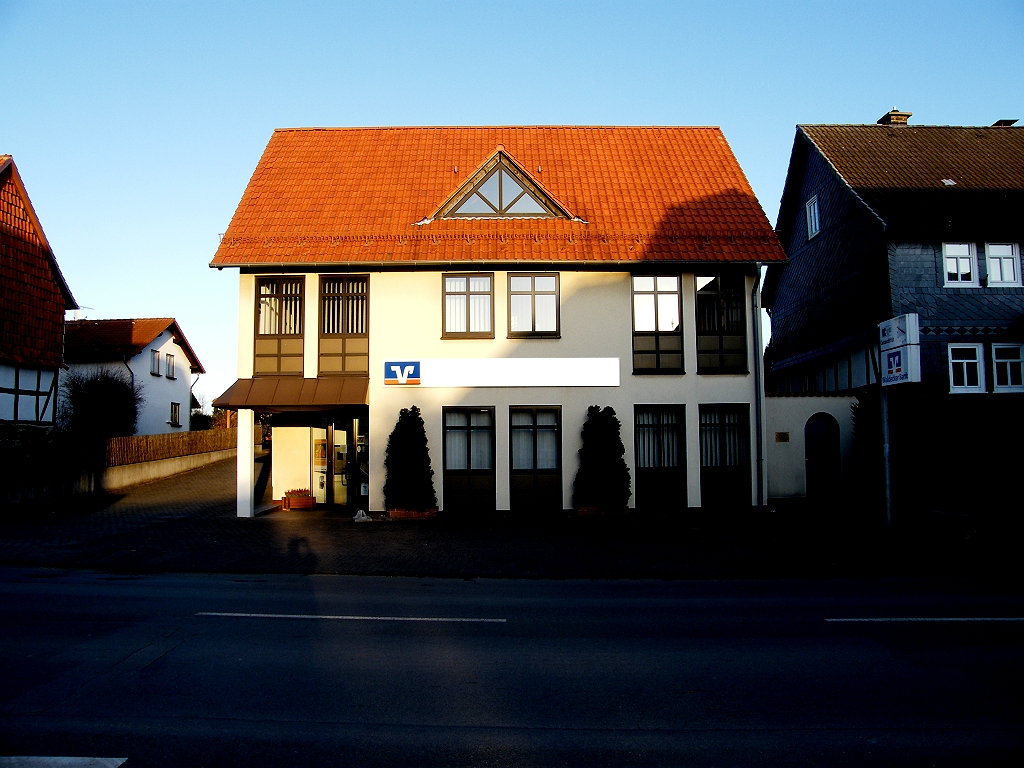
Höringhausen
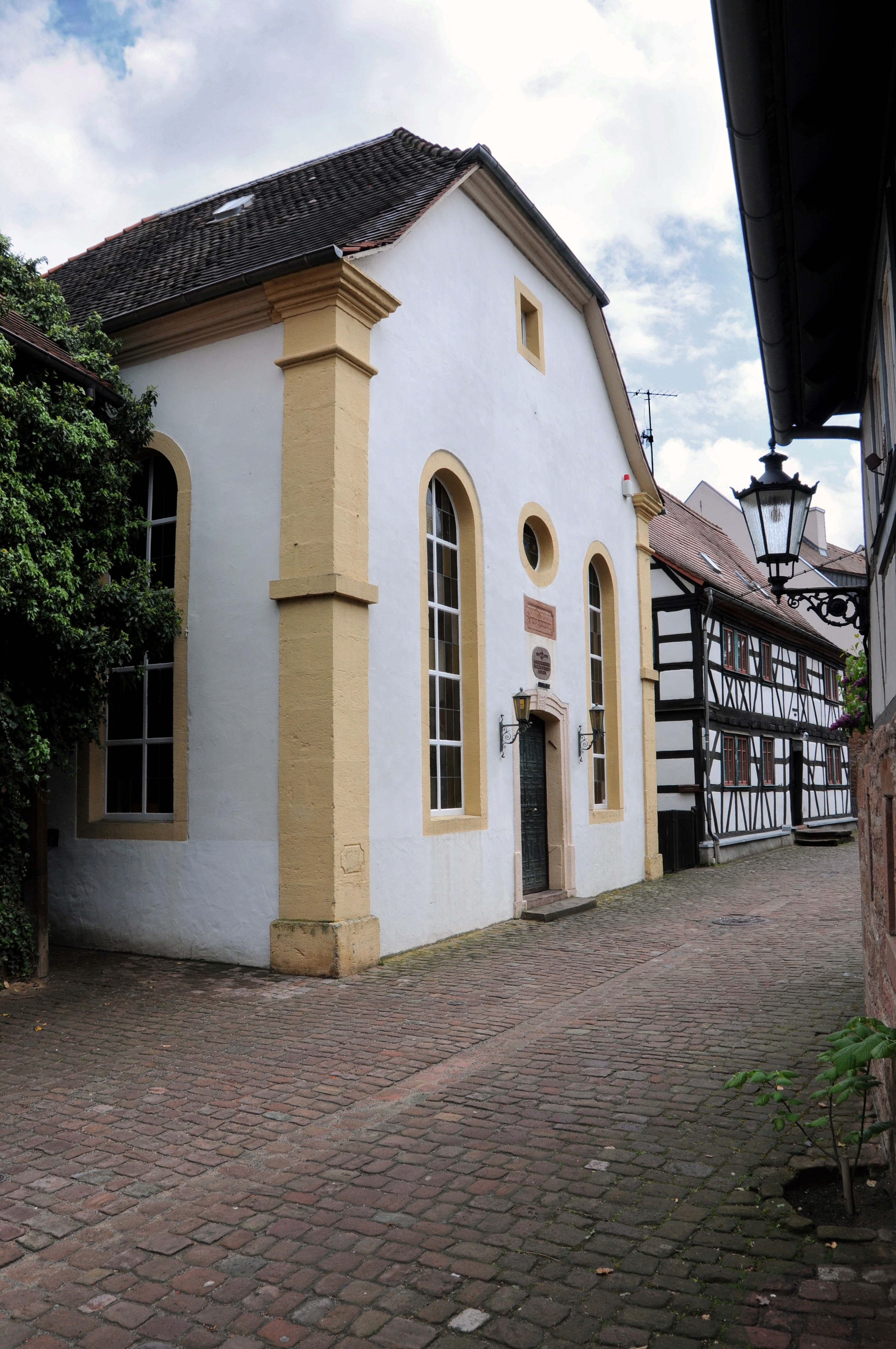
Michelstadt
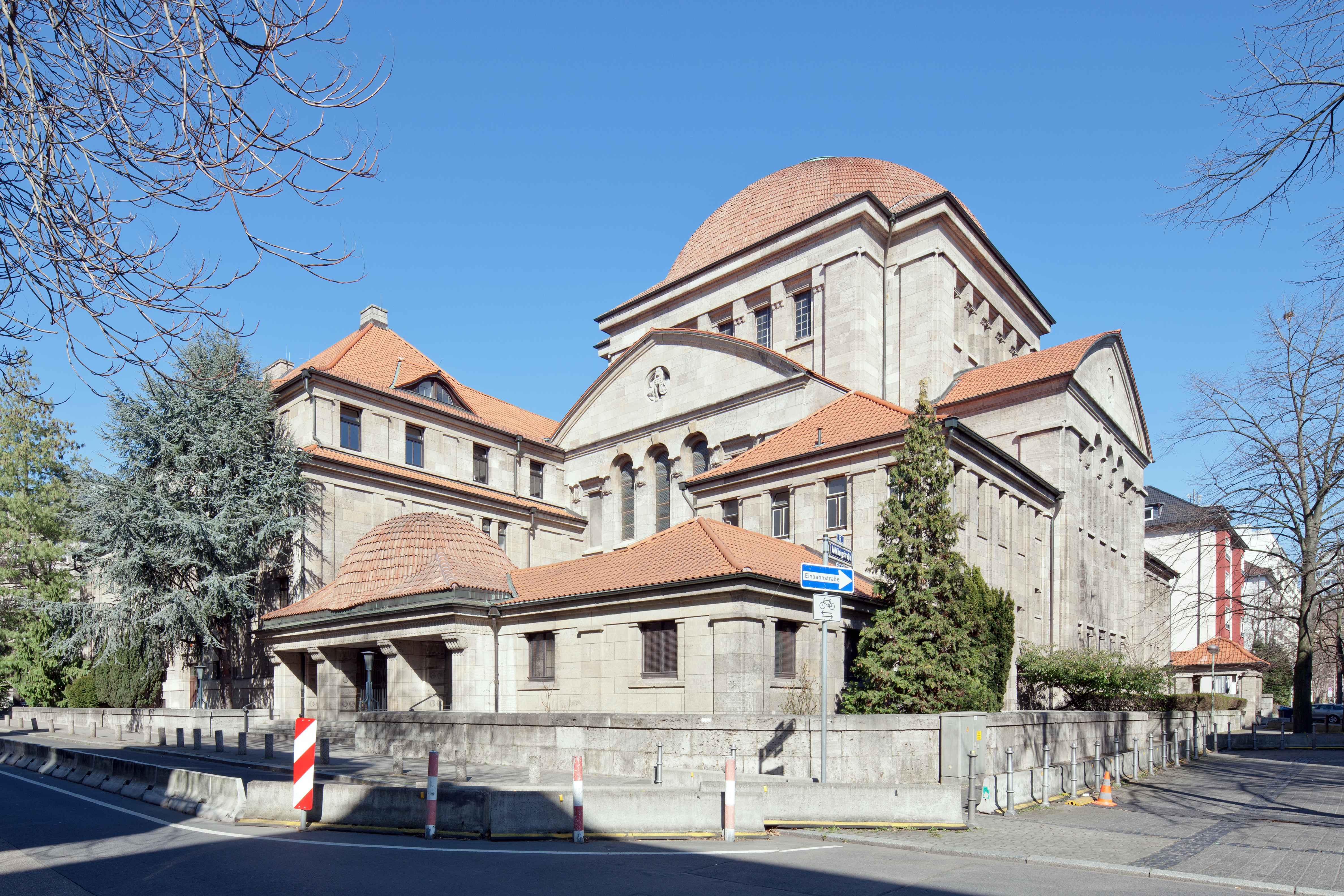
Westendsynagoge Frankfurt/Main
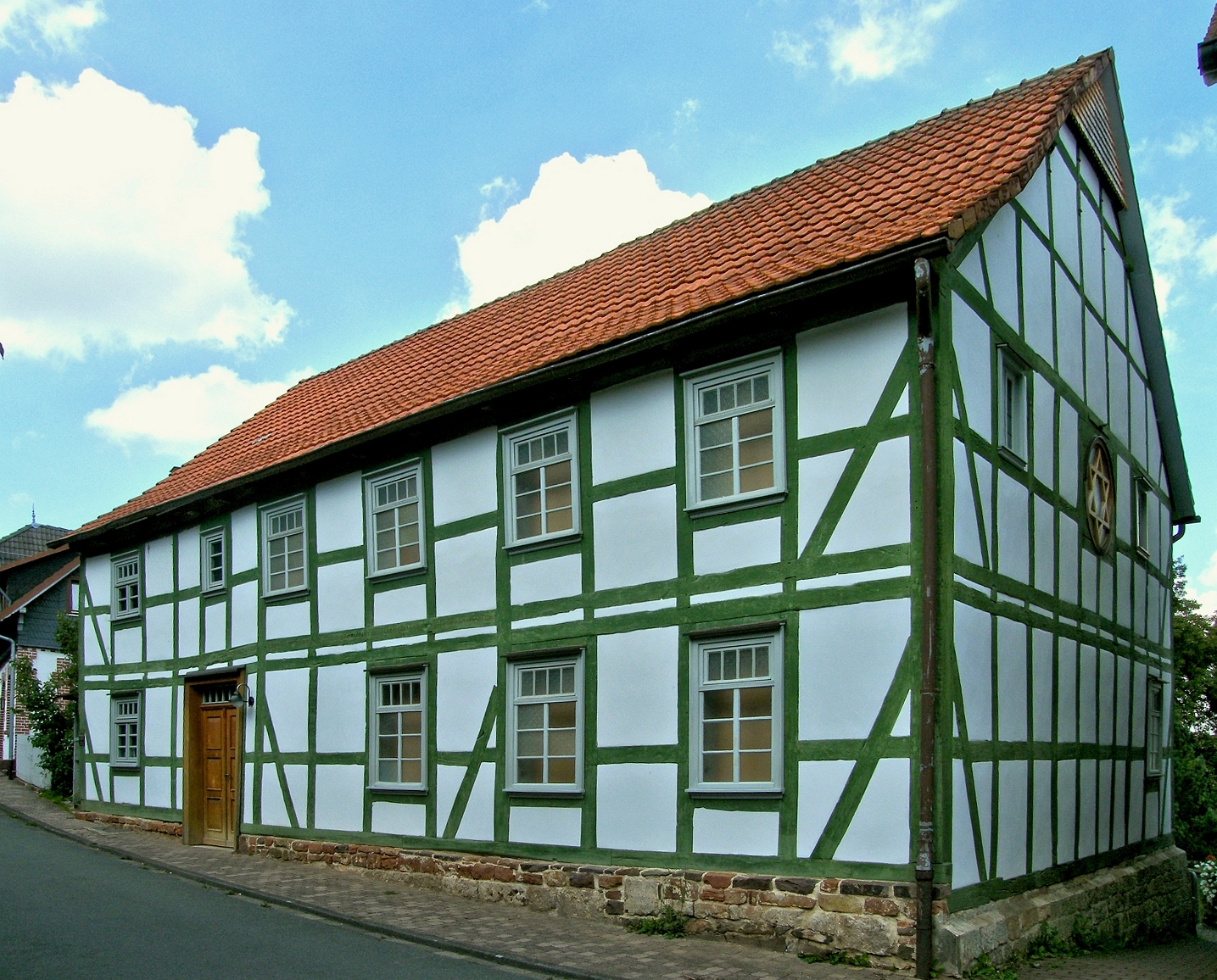
Vöhl